# Wolfgang Mayrhofer
Wolfgang Mayrhofer, född den 24 maj 1958 i Klagenfurt, är en österrikisk seglare.
Han tog OS-silver i finnjolle i samband med de olympiska seglingstävlingarna 1980 i Moskva.